# André Moccand
André Moccand est un rameur suisse né le 25 janvier 1931 à Zurich.

## Biographie
André Moccand dispute l'épreuve de quatre en pointe avec barreur aux côtés de Rudolf Reichling, Erich Schriever, Émile Knecht et Peter Stebler aux Jeux olympiques d'été de 1948 de Londres et remporte la médaille d'argent.